# Chlorophorus kusamai
Chlorophorus kusamai là một loài bọ cánh cứng trong họ Cerambycidae.